# Московис, Эдуардо
 Эдуарду Московис (порт.  Eduardo Moscovis; род. 8 июня 1968, Рио-де-Жанейро) — бразильский актёр театра и кино.

## Биография
Родился 8 июня 1968 года в Рио-де-Жанейро. Окончил колледж по специальности «Менеджмент» и работал в офисе стройматериалов, пока выбор профессии не определил счастливый случай: подруга пригласила его пойти на уроки театрального искусства, и через три месяца он уже играл в театре.

## Семья
- Бывшая жена — телевизионный продюсер Роберта Ричард, дочери Габриела (род. 1999) и София (род. 2001)
- Жена — телеведущая Синтия Оулетт — с 27 ноября 2006 года, дочь Мануэла (род. 17 апреля 2007), сын Антонио (род. 20 марта 2012)

## Фильмография
- 2020 - Доброе утро, Вероника (сериал) - Клаудио
- 2018 — Седьмой хранитель — Леон Валентим
- 2015 — Правило игры — Орландо (Убираси / Бира)
- 2005 — Голос сердца —  Рафаэл
- 2004 — Хозяйка судьбы —  Режиналду
- 2002 — Желания женщины —  Шику Майа
  - Пастыри ночи — капрал Марти́н (по роману Жоржи Амаду «Пастыри ночи»)
- 2000 — Шипы и розы —  Жулиан Петручиу
- 1998 — Шальные деньги —  Карлан
- 1997 — Во имя любви — Нанду
- 1993 — Секрет тропиканки — Титу
  - Камень на камне — Тибор